# Упканкуль
Упканкуль (баш. Упҡанкүл) — деревня в Аскинском районе Республики Башкортостан Российской Федерации. Входит в состав Евбулякского сельсовета. Население на 1 января 2009 года составляло 513 человек.
Почтовый индекс — 452896, код ОКАТО — 80204813007.
Административный центр Упканкулевского сельсовета, существовавшего в 1989—2008 г.г.

## География

### Географическое положение
Расстояние до:
- районного центра (Аскино): 20 км,
- центра сельсовета (Евбуляк): 8 км,
- ближайшей ж/д станции (Куеда): 128 км

## Население
| 2002 | 2009 | 2010 |
| ---- | ---- | ---- |
| 508  | ↗513 | ↘404 |

Согласно переписи 2002 года, преобладающая национальность — башкиры (98 %).

## Религия
В деревне есть мечеть.